# Douglas C-133 Cargomaster
O Douglas C-133 Cargomaster foi um avião cargueiro pesado construído pela Douglas Aircraft Company entre 1956 e 1961. Foram feitas 50 unidades que foram construídas para a Força Aérea dos Estados Unidos (USAF). O C-133 era o único avião de transporte estratégico de produção movido a turboélice da USAF, entrando em serviço logo após o Lockheed C-130 Hercules, que é designado como um avião de transporte aéreo tático. Ele forneceu serviços de transporte aéreo em uma ampla gama de aplicações, sendo substituído pelo C-5 Galaxy no início dos anos 70.

## História e desenvolvimento

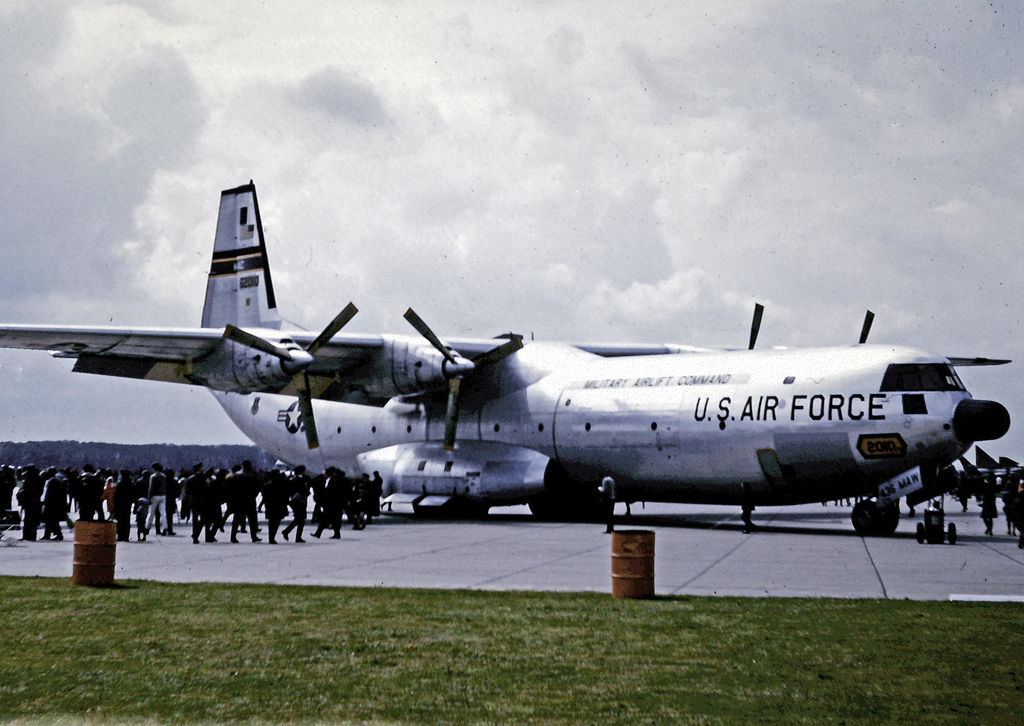
C-133A do Comando Aéreo de Transporte da USAF na Base Aérea de Lakenheath, Inglaterra, 1969

O C-133 foi projetado para atender aos requisitos da USAF para um novo transporte estratégico. A aeronave diferia consideravelmente do C-74 Globemaster e do C-124 Globemaster II, que o precederam. Uma asa alta, carenagens "em bolha" externas em cada lado para o trem de pouso e portas de carga traseira e de carga lateral garantiam que o acesso e o grande volume do compartimento de carga não fossem comprometidos por essas estruturas. O compartimento de carga (27 m de comprimento por 3,7 m de altura) era pressurizado, aquecido e ventilado.
Os Cargomasters entraram diretamente em produção como C-133A; Nenhum protótipo foi construído. O primeiro Cargomaster voou em 23 de abril de 1956. Os primeiros C-133A foram entregues ao Serviço de Transporte Aéreo Militar (MATS) em agosto de 1957 e começaram a voar rotas aéreas do MATS em todo o mundo. Dois C-133 estabeleceram recordes de velocidade transatlântica para aeronaves de transporte em seus primeiros voos para a Europa. A frota de 50 aeronaves provou ser inestimável durante a Guerra do Vietnã. O Cargomaster seguiu em frente até o Lockheed C-5 Galaxy entrar em serviço no início dos anos 70. O C-133 foi então aposentado e a maioria dos aviões foi cortada em poucos meses depois de ser entregue à Base da Força Aérea Davis-Monthan, Tucson, Arizona, após seus voos finais em 1971. 
Cinquenta aeronaves (35 C-133A e 15 C-133B) foram construídas e colocadas em serviço com a USAF. Um único C-133A e um C-133B foram construídos e mantidos em Douglas Long Beach como "material de provas". Eles não tinham números de construção ou matriculas da USAF. 

## Descrição
O C-133 Cargomaster é uma aeronave quadrimotor construída inteiramente em metal, com um desenho moderno para sua época, conceitualmente similar ao do C-130 Hercules. O Cargomaster contava com asa alta e trens de pouso montados em carenagens externas, assim não atrapalhando o espaço interno da fuselagem. Sua empenagem é convencional, com leme simples.
Os primeiros C-133 contavam com motores turboélices Pratt & Whitney T34P-3, com 6.000 shp (4.476 kW) cada, porém, os modelos mais modernos da aeronave contaram com motores T34P-7WA, com 6.500 shp (4.849 kW) cada, contando também com uma injeção de água-metanol para prover mais potência.
O C-133 tinha grandes portas traseiras e portas laterais e uma grande área de carga aberta. O C-133A transportou muitas cargas grandes e pesadas, incluindo ICBMs Atlas e Titan. Enquanto o C-133 não foi projetado especificamente para transportar ICBMs, podendo de fato, ter sido o contrário. O projeto do C-133 foi congelado em 1955, a fim de construir os aviões que voaram pela primeira vez em abril de 1956. Os projetos do Atlas e Titan não foram firmes até depois de 1955, quando seus contratos foram assinados. Com o C-133B, as portas de carga traseiras foram modificadas para abrir para o lado (portas de pétala), facilitando muito o carregamento do ICBM. Transportando os mísseis balísticos, como o Atlas, Titan e Minuteman eram muito menos caros, mais seguros e mais rápidos que o transporte rodoviário. Várias centenas de Minuteman e outros ICBMs foram transportados de e para suas bases operacionais pelo C-133. O C-133 também transportou foguetes Atlas, Saturn e Titan para o Cabo Canaveral para uso como lançadores nos programas espaciais Gemini, Mercury e Apollo. Depois que as cápsulas da Apollo pousavam, elas foram levadas de avião em C-133 da Estação Naval de Norfolk, na Virgínia, ou na Base Aérea de Hickam, no Havaí, para a Base Aérea de Ellington, no Texas, ou para a Califórnia.

## Histórico operacional

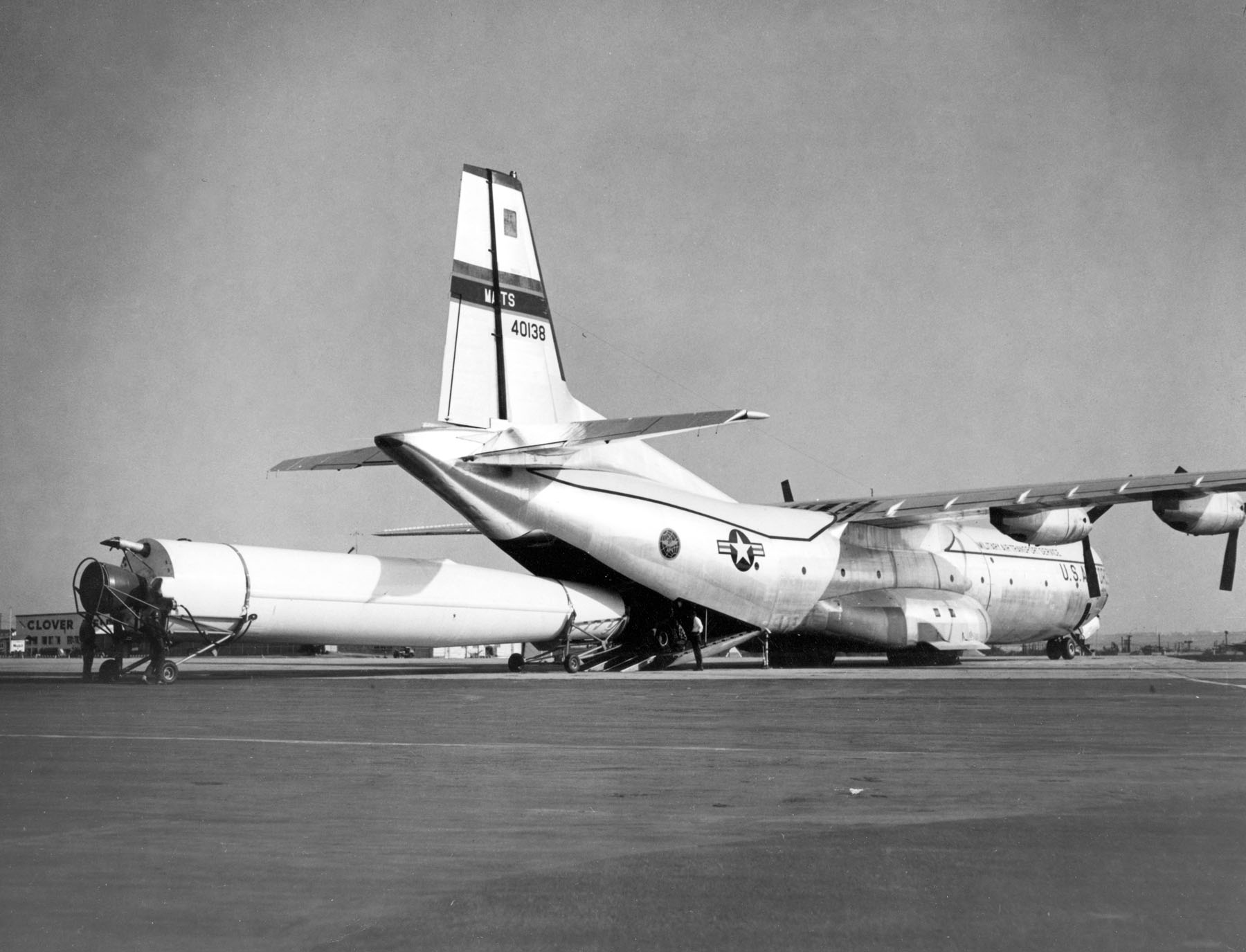
Um ICBM Thor sendo carregado em um C-133

O C-133 foi durante muitos anos o único avião da USAF capaz de transportar cargas muito grandes ou muito pesadas. Apesar das capacidades do Douglas C-124 Globemaster II, havia muita carga que não podia transportar devido à sua configuração com um convés de carga a 4 m de altura e a sua potência de motor inferior, embora substancial. O C-133 continuou em serviço após a formação do Comando Aéreo Militar da USAF em 1 de janeiro de 1966. 
Em 1971, pouco antes da introdução do Lockheed C-5 Galaxy, o Cargomaster estava obsoleto, além de sofrer desgaste, e todos foram retirados do serviço. O C-133 tinha uma estrutura de 10.000 horas com vida útil de 19.000 horas. A vibração severa causou corrosão por estresse crítico das células até o ponto em que a aeronave estava além da operação econômica. A Força Aérea conseguiu manter o maior número possível de frotas C-133 em serviço até que o C-5 entrasse no serviço de esquadrão. 
Os C-133s estabeleceram vários registros não oficiais, incluindo registros de aeronaves de transporte militar em rotas transatlânticas e transpacíficas. Entre os mais longos estavam voos non-stop do Aeródromo de Tachikawa, Japão, para a Base Aérea de Travis, Califórnia (17:20 horas em 22 de maio de 1959, 5,150 mi / 8,288 km, 297,2 mph / 478,3 km / h) e Base Aérea de Hickam , Havaí, para a Base Aérea de Dover, Delaware, em cerca de 16 horas (4.850 milhas / 7.805 km 303,1 mph / 487,8 km / h). O único registro oficialmente sancionado pela FAI foi em dezembro de 1958, quando o C-133A 62008 elevou uma carga útil de 53.480 kg (117.900 lb) para uma altitude de 3.048 m (10.000 pés) na Base Aérea de Dover, em Delaware.
Após sua aposentadoria na USAF, algumas unidades de Cargomaster foram adquiridos pela Cargomaster Corporation  e pela Foundation for Airborne Relief.

## Variantes
- C-133A: Variante inicial de produção. 35 unidades produzidas;
- C-133B: Variante com portas de carga traseiras modificadas. 15 unidades construídas;

## Operadores

### Operadores Militares
- Estados Unidos
  - Força Aérea dos Estados Unidos;[4][9][10]

### Operadores Civis
- Estados Unidos
  - Cargomaster Corporation;[6][7]
  - Foundation for Airborne Relief.[8]
  - NASA;[11]

## Acidentes e incidentes
No início de seu ciclo de vida, o avião desenvolveu uma reputação de colisão. Os membros da tripulação referiram-se a ela como "fazedor de viúvas". Alguns não voariam no C-133, já que a causa dos acidentes era desconhecida. Várias questões foram descobertas após investigações de acidentes. O primeiro problema foi com o controlador de inclinação automática nas hélices. Um atraso de tempo foi adicionado para aliviar o estresse no revestimento do nariz. 
A segunda questão foi que as características da cabine deram pouco aviso à tripulação. A ala esquerda foi encontrada para parar na asa direita. A correção era simples, uma pequena faixa de metal presa à asa direita, fazendo com que ela paralelasse simultaneamente com a asa esquerda. À medida que a aeronave se aproximava do fim de seu ciclo de vida de 10.000 horas, o último acidente C-133B ocorreu em 6 de fevereiro de 1970. Foi determinado que a fuselagem se dividisse na porta de carga. O conserto final era uma faixa em volta da fuselagem para fortalecer; o fim do C-133 estava próximo. O Galaxy C-5A estreou em 1971 e marcou o fim do C-133. Dos 50 aviões construídos, nove foram perdidos em colisões e um foi destruído em um incêndio no solo.
- 13 de abril de 1958: Aeronave matrícula 54-0146, da 1607º Ala de Transporte Aéreo (1607 ATW), acidentado em Ellendale, Delaware, a 42 km da Base Aérea do Dover;[13]
- 10 de junho de 1960: Aeronave matrícula 57-1614, da 1501º Ala de Transporte Aéreo (1501 ATW), acidentado no Oceano Pacífico, perto da costa japonesa;[14]
- 27 de maio de 1962: Aeronave matrícula 57-1611, da 1607º Ala de Transporte Aéreo (1607 ATW), acidentado em um curso d'água a leste da Base Aérea de Dover;[15]
- 10 de abril de 1963: Aeronave matrícula 59-0523, da 1501º Ala de Transporte Aéreo (1501 ATW), acidentado no circuito de espera da Base Aérea de Travis;[16][17]
- 13 de julho de 1963: Aeronave matrícula 56-2005, da 1607º Ala de Transporte Aéreo (1607 ATW), perdido durante um incêndio no reabastecimento em terra na Base Aérea de Dover;[18]
- 22 de setembro de 1963: Aeronave matrícula 56-2002, da 1607º Ala de Transporte Aéreo (1607 ATW), acidentado no Oceano Atlântico, a sudoeste da Base Aérea de Dover; aparentemente, a aeronave estolou próximo de atingir altitude de cruzeiro.[19]
- 7 de novembro de 1964: Aeronave matrícula 56-2014, da 1607º Ala de Transporte Aéreo (1607 ATW), acidentado durante decolagem na Base Aérea de Goose Bay, no Canadá. A causa provável do acidente foi falta de potência durante a decolagem, devido a congelamento ou instabilidade aerodinâmica da aeronave.[20]
- 11 de janeiro de 1965: Aeronave matrícula 54-0140, da 1607º Ala de Transporte Aéreo (1607 ATW), acidente no Oceano Pacífico após decolar da Ilha Wake;[21]
- 30 de abril de 1967: Aeronave matrícula 59-0534, da 1501º Ala de Transporte Aéreo (1501 ATW), amerissou na costa ocidental de Okinawa, Japão, após ter problemas em suas hélices;[22]
- 6 de fevereiro de 1970: Aeronave matrícula 59-0534, da 60º Ala de Transporte Militar (60 MAW), desintegrou em voo sob o Nebraska, devido a propagação de uma rachadura por sobre a pintura.[23][24]

## Aeronaves sobreviventes

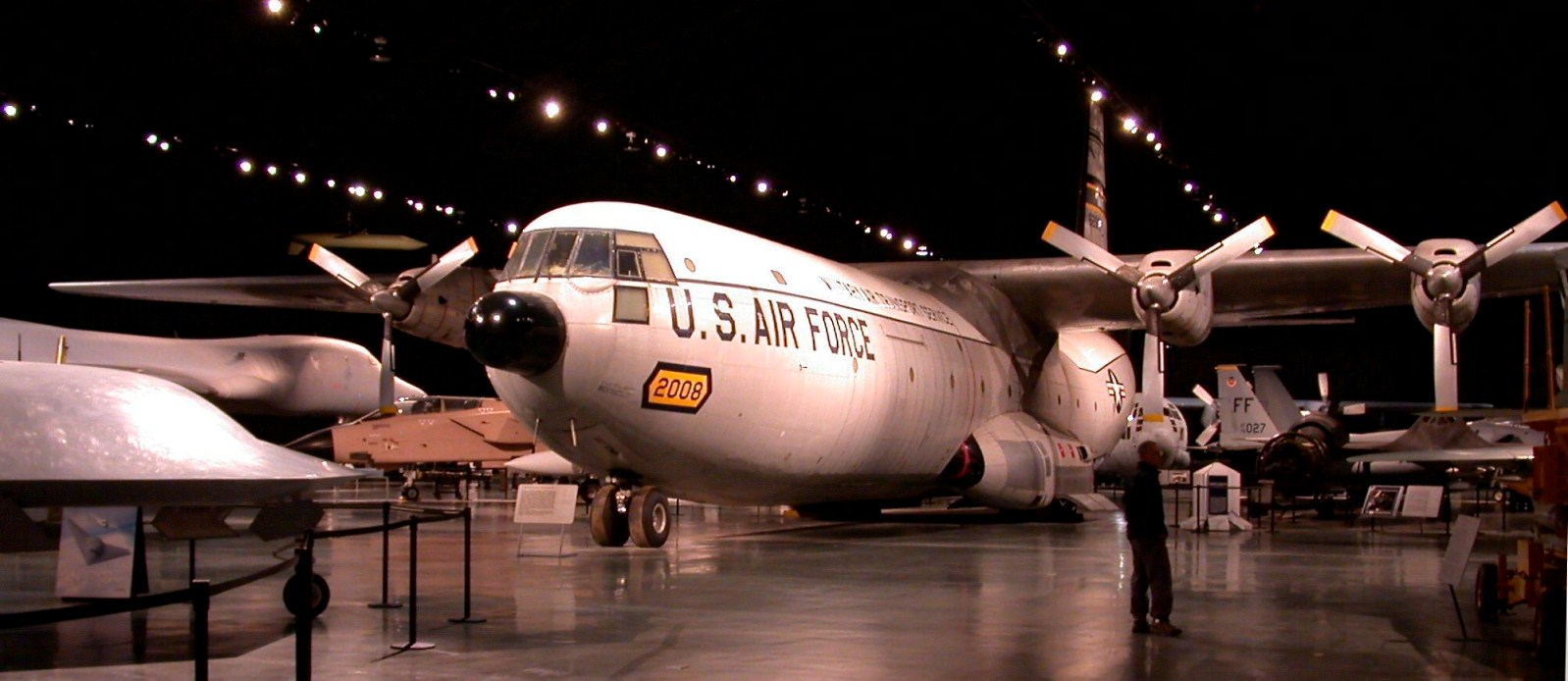
C-133A 56-2008 no Museu Nacional da Força Aérea dos Estados Unidos

C-133A, 56-2008: Preservada no Museu Nacional da Força Aérea dos Estados Unidos, na Base Aérea Wright-Patterson, em Dayton, Ohio. Em 16 de dezembro de 1958, esta aeronave estabeleceu o recorde mundial de carga para aeronaves com hélice, carregando 53.500 kg a uma altitude de 3.000 m (10.000 ft). Esta aeronave foi voada até o museu em 17 de março de 1971.
C-133B, 59-0527: Preservada no Museu do Ar e Espaço de Pima, adjacente à Base Aérea Davis-Monthan, em Tucson, Arizona.
C-133B, 59-0356: Preservada no Museu do Comando de Mobilidade Aérea, na Base Aérea de Dover, em Delaware. Esta aeronave esteve exposta no Museu do Comando Aéreo Estratégico, na Base Aérea de Offutt, Nebraska por vários anos até ser doado para o museu atual nos anos 90.
C-133A, 56-1999 (N199AB): Preservada no Museu do Ar e Espaço Jimmy Doolittle, na Base Aérea de Travis, em Fairfield, Califórnia. Esta aeronave foi adquirida pela Cargomaster Corporation, porém nunca foi certificada para uso civil pela Administração Federal de Aviação (FAA), sendo voado somente para uso governamental, principalmente pelo Alasca, na qual foi utilizado para carga de material pesado até 2004. Em agosto de 2008 foi voado até Travis, onde recebeu pintura da USAF e se encontra exposto até hoje.

### Sobreviventes não expostos
Dois C-133A estão estocados no Porto Espacial e Aéreo de Mojave, na Califórnia desde os anos 70. Estas aeronaves tem as matriculas N201AR (ex-56-2001) e N136AR (ex-54-0136). Estas aeronaves são propriedade da Cargomaster Corporation, baseada no Aeroporto Internacional de Ted Stevens, em Anchorage, Alasca.

## Especificações (C-133B)
Fonte: The Aviation Zone;
Características Gerais
- Tripulantes: 5 (piloto, copiloto, engenheiro de voo, navegador e mestre de carga);
- Capacidade: 200 passageiros ou 50.000 kg (110.000 lb) de carga útil;
- Comprimento: 47.01 m (154 ft 3 in);
- Envergadura: 54.78 m (179 ft 9 in);
- Altura: 14.7 m (48 ft 3 in);
- Área Alar: 248.3 m2 (2,673 sq ft);
- Peso Vazio: 54,550 kg (120,263 lb);
- Peso Carregado: 124,738 kg (275,000 lb);
- Peso Máximo de Decolagem (MTOW): 129,727 kg (286,000 lb);
- Motor: 4x turboélices Pratt & Whitney T34-P-9W, 5,730 shp (4,270 kW) cada;
- Hélices:  Curtiss Electric, três pás, totalmente embandeirável, passo reversível;

Desempenho
- Velocidade Máxima: 578 km/h (359 mph, 312 kn) a 2.700 m (8,700 ft);
- Velocidade de Cruzeiro: 520 km/h (323 mph, 281 kn);
- Alcance: 6,590 km (4,100 mi, 3,560 nmi) com 24.000 kg (52.000 lb) de carga útil;
- Teto de Serviço: 9,130 m (29,950 ft)
- Razão de Subida: 6.5 m/s (1,280 ft/min)
- Carga Alar: 502 kg/m² (102.9 lb/sq ft)
- Relação peso-potência: 0.1787 kW/kg (0.1087 hp/lb)

## Ligações Externas
- The Air Mobility Command Museum
- Remembering "Remembering An Unsung Giant – The Douglas C-133 Cargomaster and Its People"
- Final Flight Arquivado em 7 março 2014 no Wayback Machine, Boeing 377 blog
- Douglas C-133 Cargomaster – Ficha da Boeing
- "C-133 Cargomaster Specifications". The Aviation Zone (2005) Recuperado de 28 de Agosto de 2005.